# غسان أسطفان
غسان أسطفان (1955 - 2022) هو ممثل ومخرج وممثل صوت لبناني.

## عن حياته
ولد غسان أسطفان في 22 أبريل 1955م ببيروت عاصمة لبنان، وبدأت مسيرته الفنية عبر شاشة التلفزيون في مطالع السبعينات يوم أطلّ عبر مسلسلات تلفزيونية وبخاصة البرنامج الانتقادي التلفزيوني الاجتماعي «أبو ملحم» للفنان «أديب حداد» المعروف بـ«أبي ملحم» وزوجته الفنانة التلفزيونية «سلوى حداد» المعروفة بـ«أم ملحم». وعمل في نفس الوقت مع «رشيد علامة» كما عمل مع الكاتب «أنطوان غندور» والمخرج «باسم نصر» الذي تأثرت به وفكر في دراسة الأخراج لأنه كان يساعده في إخراج بعض المسلسلات، مثل «دويك يا دويك» عام 1972، و«شباب» 1973 بطولة الممثلة «ألين ثابت»، و«كاميرا 99» (لوجود 99 نائباً آنذاك)، إلى أن درس الأخراج السينمائي والتلفزيوني عام 1980 في كاليفورنيا.
بدأ ببطولة مشتركة مع الممثلة «إلسي فرنيني» عام 1980 في مسلسل «الوجه الضائع» كتابة مروان نجار، وبعد أن أنهى الدراسة عمل كثيراً مع «مروان نجار» في مسلسل «طالبين القرب» حيث كانت كل قصة ثلاثيات. كما عمل في المسرح مع «ألين ثابت» وجان ماري مشاقة عام 1973 في «أخت الرجال»، إضافةً إلى مسلسل «من أحلى بيوت راس بيروت»
كما شارك المسلسل الكوميدي السخر «الحالة وأبو زيد الهلالي» الذي عرض على قناة الجديد، وأخرج أول خمس حلقات من المسلسل الاجتماعي Familia على شاشة الـMTV، وtelefilm بعنوان «حق الوصاية» كانت مدته 3 ساعات، كما قام بإخراج فيلم سينمائي بعنوان «المشهد الأخير» بطولة الممثلين عمار شلق وبرناديت حديب.

## أعماله

### أفلام
- شربل - أنتون. 2009
- كاش فلو 2012

### المسلسلات
- محسوبك فرج
- الطاغية
- طالبين القرب
- من أحلى بيوت راس بيروت
- الوجه الضائع
- رسول الخليفة ١٩٧٧

### في الإخراج
- المشهد الأخير

### أدوار الدبلجة
- «يوسف الصديق» - هونيفر

## وصلات خارجية
- غسان أسطفان على موقع IMDb (الإنجليزية)
- غسان أسطفان على موقع قاعدة بيانات الأفلام العربية